# The Lucky One
Pour plus de détails, voir Fiche technique et Distribution.
The Lucky One ou Le Porte-bonheur au Québec est un film dramatique américain réalisé par Scott Hicks, sorti en 2012.
Il s'agit d'une adaptation cinématographique du roman éponyme de Nicholas Sparks.

## Synopsis
Logan Thibault, marine américain, trouve la photo d'une jeune femme souriante, à moitié enfouie dans le sol lors d'un tour de garde en Irak. Par réflexe, il s'en saisit et, après avoir demandé à ses collègues si l'un d'entre eux la reconnaissait, il la garde dans sa poche. Logan se met à avoir une chance inexpliquée. Il décide alors, de retrouver cette jeune femme.

## Fiche technique
- Titre original : The Lucky One
- Réalisation : Scott Hicks
- Scénario : Will Fetters, d'après le roman éponyme de Nicholas Sparks
- Direction artistique : Paul D. Kelly
- Décors : Barbara Ling
- Costumes : Dayna Pink
- Photographie : Alar Kivilo
- Montage : Scott Gray
- Musique : Mark Isham et Hal Lindes
- Production : Denise Di Novi et Kevin McCormick
- Sociétés de production : Village Roadshow Pictures et Di Novi Pictures
- Société de distribution : Warner Bros. Pictures
- Pays de production : États-Unis
- Langue originale : anglais
- Format : couleur
- Genre : drame
- Durée : 101 minutes
- Dates de sortie :
  - États-Unis : 20 avril 2012
  - Belgique : 6 juin 2012
  - France : 5 décembre 2012

## Distribution

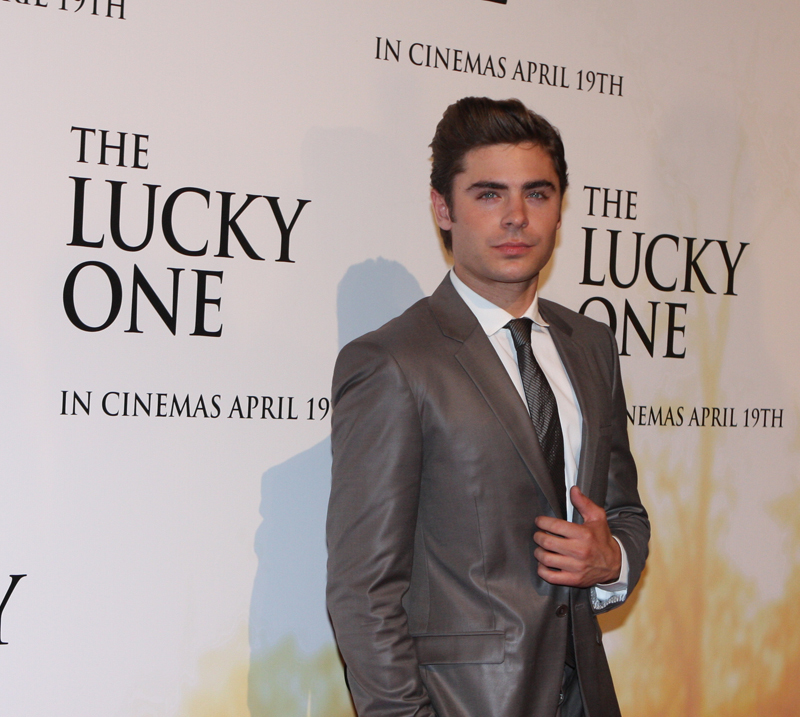
L'acteur principal Zac Efron à la première australienne du film, en août 2012.

- Zac Efron (VQ : Nicolas Charbonneaux-Collombet[1]) : Logan Thibault
- Taylor Schilling (VQ : Mélanie Laberge) : Elizabeth « Beth » Clayton-Green
- Blythe Danner (VQ : Élizabeth Lesieur) : Nana, grand-mère de Beth
- Jay R. Ferguson (VQ : Louis-Philippe Dandenault) : Keith Clayton
- Riley Thomas Stewart (VQ : Nicolas Poulin) : Ben Clayton, fils de Beth
- Joe Chrest : Vice Moore
- Jillian Batherson : Amanda
- Courtney J. Clark : sœur de Logan
- Russell Durham Comegys : Roger Lyle
- Drake Green, frère de Beth

## Bande originale
- You Know It's True par Jules Larson
- All The World (I Tell Myself) par Correatown (en)
- You Got What I Need par Joshua Radin
- Count Me In par Early Winters
- If I Run par Voxhaul Broadcast (en)
- What I Wouldn't Do par A Fine Frenzy
- Wasted Generation par Mayfield
- Hold On You par Ponderosa
- When I Feel par Mayfield
- Dance Everyday par Terrance Simien
- Over The Bend par Hilmar
- The Story (en) par Brandi Carlile

## Accueil

### Accueil critique
Sur l'agrégateur américain Rotten Tomatoes, le film récolte 21 % d'opinions favorables pour 146 critiques. Sur Metacritic, il obtient une note moyenne de 39⁄100 pour 35 critiques.

## Distinctions

### Récompenses
- Teen Choice Awards 2012 :
  - Meilleur film dramatique
  - Meilleur acteur dramatique pour Zac Efron
  - Meilleur acteur romantique pour Zac Efron

### Nominations
- Teen Choice Awards 2012 :
  - Meilleur film dramatique
  - Meilleure actrice romantique pour Taylor Schilling
  - Meilleur baiser pour Zac Efron et Taylor Schilling